# Braxton Bragg
Braxton Bragg var en karriereofficer i den amerikanske hær og senere general i Sydstaternes hær under den amerikanske borgerkrig. Han var en af de øverstkommanderende i det vestlige operationsområde i borgerkrigen.

## Tidlige år og militær karriere
Bragg blev født i Warrenton i North Carolina. Han var lillebror til Sydstaternes senere justitsminister Thomas Bragg. Han blev ofte drillet som barn, fordi hans mor havde været i fængsel. Han fik sin eksamen ved West Point som nr. 5 af en klasse på 50 i 1837 og blev sekondløjtnant i artilleriet.
Bragg gjorde tjeneste i Den anden Seminolekrig i Florida og tog del i okkupationen af Texas. Han blev forfremmet for fremragende ledelse i den Mexicansk-amerikanske krig, herunder en midlertidig forfremmelse til major efter slaget ved Monterrey og til oberstløjtnant for slaget ved Buena Vista. Han opnåede endvidere general Zachary Taylors respekt.
Bragg havde ry for at holde en streng disciplin og var en, som fulgte reglerne til punkt og prikke. Der er en berømt historie (måske er den opdigtet) om ham som leder af et kompagni på en grænsepost, hvor han samtidig gjorde tjeneste som forsyningsofficer. Han indleverede en rekvisition på forsyninger til sit kompagni, hvorefter han som forsyningsofficer nægtede at udlevere dem. Som leder af kompagniet fremsendte han rekvisitionen med yderligere begrundelser for, hvorfor han havde brug for forsyninger, men som forsyningsofficer afviste han igen rekvisitionen. Klar over at han ikke kunne komme længere selv, henviste han sagen til lejrkommandanten, som udbrød: Du godeste, Mr. Bragg, De har skændtes med hver eneste officer i hæren, og nu skændes De med Dem selv!
Det hævdes, at nogle af hans tropper forsøgte at snigmyrde ham ved to lejligheder i august og september 1847, men han slap uskadt begge gange.
Ved det mest alvorlige af de to forsøg bragte en af hans soldater en 12 punds artillerigranat til sprængning under hans seng. Selv om sengen blev ødelagt dukkede Bragg frem uden en skramme.
I 1856 trak Bragg sig tilbage fra hæren for at blive sukkeravler i Thibodeaux i Louisiana. Han gjorde også tjeneste som kommitteret for offentlige arbejder i denne stat.

## Borgerkrigen

### Den første tid
Inden udbruddet af borgerkrigen var Bragg oberst i staten Louisianas milits og blev forfremmet til generalmajor i militsen den 20. februar 1861. Han kommanderede styrkerne omkring New Orleans, Louisiana, indtil den 16. april.
Hans rang var ændret til brigadegeneral i Sydstaternes hær den 7. marts. Dernæst ledede han tropper i Pensacola i Florida og senere hele det vestlige Florida. Han blev forfremmet til generalmajor den 12. september 1861. Hans kommandoområde blev udvidet til også at rumme Alabama, og i oktober 1861 fik han kommandoen over Army of Pensacola. Han havde succes i denne stilling, og sammen med vennen general Richard Taylor forvandlede han sine mænd til nogle af de mest disciplinerede tropper i sydstatshæren.
Bragg førte sine tropper til Corinth i Mississippi og fik til opgave at styrke disciplinen blandt de derværende tropper. Han kommanderede et korps under slaget ved Shiloh og angreb flere gange "Hvepsereden" frontalt med utilstrækkelige styrker. Efter at den øverstkommanderende, general Albert Sidney Johnston, var blevet dræbt ved Shiloh overtog general P.G.T. Beauregard kommandoen. Samme dag, 6. april 1862, blev Bragg forfremmet til fuld general, en af blot otte i sydstatshæren, og fik kommandoen over Army of Mississippi.
Den følgende dag blev sydstatshæren slået og trak sig tilbage til Corinth. Efter Belejringen af Corinth, rejste Beauregard bort på grund af dårligt helbred, men glemte at meddele dette til præsident Davis, så formelt tilbragte han to uger som rømningsmand. Davis ledte efter en afløser for Beauregard på grund af hans dårlige resultater ved Corinth, og lejligheden bød sig, da Beauregard rejste væk uden at få lov.
Bragg blev udpeget som hans efterfølger ved Army of Tennessee i juni 1862.

### Army of Tennessee
I august 1862 invaderede Bragg Kentucky, idet han håbede på at kunne vække støtte for Sydstaternes sag i grænsestaten og trække unionsstyrker under generalmajor Don Carlos Buell, tilbage på den anden side af Ohiofloden. Bragg transporterede al sit infanteri med jernbane fra Tupelo, Mississippi, til Chattanooga, Tennessee, mens kavaleriet og artilleriet fremførtes ad vej.
Ved at flytte sin hær til Chattanooga var han i stand til at udfordre Buells fremrykning mod byen. Da han havde fået sine styrker samlet, planlagde Bragg at rykke mod nord ind i Kentucky i samarbejde med generalløjtnant Edmund Kirby Smith, som kommanderede en anden styrke med udgangspunkt i Knoxville, Tennessee. Han fangede over 4.000 unionstropper i slaget ved Munfordville, og fortsatte derefter til Bardstown i Kentucky. Den 4. oktober deltog han i indsættelsen af Richard Hawes som provisorisk sydstatsguvernør i Kentucky. Den del af Braggs hær, som blev kommanderet af generalmajor Leonidas Polk, mødte Buell's hær i Slaget ved Perryville den 8. oktober og vandt en taktisk sejr over ham.
Kirby Smith bad indtrængende Bragg om at følge op på succesen: "For Guds skyld general, lad os kæmpe med Bragg her" Bragg svarede "Jeg vil gøre det, hr." men derefter udviste han, hvad en observatør kaldte "en rådvildhed og vaklen, som nu var blevet forfærdelig for Smith, Hardee og Polk." Han beordrede sin hær til at trække sig tilbage via Cumberland Gap til Knoxville. Bragg omtalte sin retræte som en tilbagetrækning, den succesfulde kulmination på et storslået raid. Han havde flere grunde til at trække sig tilbage. Der var kommet nedslående nyheder fra det nordlige Mississippi om, at at Earl Van Dorn og Sterling Price havde tabt det andet slag ved Corinth, ligesom Robert E. Lee ikke havde haft succes med sin kampagne i Maryland. Han indså, at hans hær ikke havde meget mere at vinde ved en yderligere isoleret sejr, hvorimod et nederlag kunne koste ikke blot det store bytte, som hæren havde indsamlet, men hæren som sådan. Han skrev til sin kone: "Med hele Sydvesten således i fjendens besiddelse, ville det have været en utilgivelig forbrydelse, hvis jeg havde fastholdt min lille tapre hær i det isbundne nordlige klima uden telte og sko og være tvunget til at fouragere dagligt efter brød etc."
Invasionen af Kentucky var en strategisk fejl, selv om den havde tvunget unionshæren ud af det nordlige Alabama og det meste af det mellemste Tennessee.
Det ville tage Unionshæren et år at vinde det tabte land tilbage. Bragg blev kritiseret i nogle aviser og af to af hans egne generaler, Polk og Hardee, men der var masser af kritik at dele med sydstatshærens overkommando for den fejlslagne invasion af Kentucky. Der var ikke nogen fælles kommando over Bragg's og Kirby Smith's hære. Bragg kan dadles for at flytte hæren væk fra Munfordville, som var et ideelt sted at møde Duell. Polk kan også dadles for ikke at følge Bragg's instruktioner dagen før slaget.
I december 1862 udkæmpede Bragg slaget ved Stones River og besejrede næsten generalmajor William S. Rosecrans, men trak sin hær tilbage fra slagmarken til Tullahoma, Tennessee, efter pres fra korpscheferne Hardee og Polk.
Angrebene på Bragg startede på ny, og adskillige af hans tidligere tilhængere vendte sig nu imod ham. James M. McPherson skrev om efterspillet efter slaget ved Stones River:
| „ | Mens Washington drog et lettelsens suk efter Stones River, kom uenigheden til et klimaks i Army of Tennessee. Alle Bragg's korpschefer udtrykte manglende tiltro til deres chef. Højtstående generaler som William J. Hardee og Leonidas Polk bad Jefferson Davis om at lade Johnston kommandere hæren. Divisionskommandanten B. Franklin Cheatham svor, at han aldrig mere ville gøre tjeneste under Bragg. Breckinrigde ville udfordre Bragg til duel. Bragg slog tilbage. En divisionschef blev stillet for en krigsret for ikke at adlyde ordrer. Anden (Cheatham) blev beskyldt for at have været beruset under slaget, og Breckinrigde blev beskyldt for uduelig ledelse. Denne interne ballade truede med at gøre større skade på hæren end unionshæren havde gjort. Modløs fortalte Bragg en ven, at det måske ville være bedre, om præsidenten sendte en til at afløse mig og skrev til Jetterson Davis i samme ånd. | “ |
|   | — James M. McPherson, Battle Cry of Freedom: The Civil War Era |   |

Slaget ved Stones River var en anden anledning, hvor skyld kan placeres på andre end blot Bragg. Bragg blev kritiseret for det sted, hvor slaget foregik, som ikke gav mange fordele for den angribende sydstatshær, men var til fordel for den forsvarende unionshær. Han valgte også sit militære mål dårligt, hvilket indebar, at Unionens forsvarslinie blev mere samlet og stærk, mens Braggs blev spredt og svagere. Det ufornuftige angreb, han befalede John C. Breckinridge at udføre den 2. januar 1863, svækkede hæren uden gevinst.
Hans underordnede var dog ikke uden skyld. Den uerfarne generalmajor John P. McCown blev af en krigsret fundet skyldig i ulydighed overfor Braggs ordrer, hvilket medførte, at hans divisions angreb blev svækket og muligvis kostede sydstatshæren sejren. Anklagen om drukkenskab mod Benjamin F. Cheatman var berettiget, idet der var de, som hævdede, at han var så fuld under slaget, at han faldt af sin hest, mens han ledte sine mænd. Både Polk og Hardee kan kritiseres for ikke at koordinere deres angreb og i stedet angreb en echelon, hvilket gav anledning til megen forvirring. Skyld kan også lægges på Jefferson Davis, som sendte generalmajor Carter L. Stevenson's division af sted for at forsvare Vicksburg. Tabet af disse tropper svækkede Braggs hær, og hvis Bragg havde haft disse tropper til rådighed, havde en sejr været mulig.
Efter slaget forsøgte mange i Braggs hær forsøgte at få ham sat til anden tjeneste på grund af den mislykkede invasion af Kentucky og det nylige nederlag ved Murfreesboro såvel som den manglende tiltro hæren havde til Bragg. Polk blev hovedmanden og forsøgte at påvirke sin ven Jefferson Davis ved hjælp af en række breve, som forklarede, hvorfor Bragg burde afløses.
Hardee blev Polks næstkommanderende, så at sige, da han tog rundt og forsøgte at påvirke hærens officerer imod Bragg, mens han gjorde gode miner til slet spil overfor Bragg selv. Davis var utilbøjelig til at vælge mellem Bragg og Polk, så han gav general Joseph E. Johnston, lederen af alle styrker i det vestlige operationsområde, tilladelse til at fratage Bragg hans kommando. Johnston besøgte Bragg, fandt at hærens moral var høj og besluttede at beholde Bragg.
Derefter blev Bragg tvunget tilbage fra Tullahoma til Chattanooga og ind i Georgia i slutningen af juni 1863 under Rosecrans' Tullahoma kampagne hvor han til stadighed pressede sydstatshæren ud af dens stillinger ved at omgå flankerne.
Efter at Rosecrans havde konsolideret sin position i Chattanooga, begyndte han at flytte sin hær ind i det nordlige Georgia mod Braggs hær. Bragg begyndte igen at lide under, at hans befalinger ikke blev fulgt. Den 10. september afslog generalmajorerne Thomas C. Hindman og D.H. Hill at angribe den underlegne unionskolonne under brigadegeneral James S. Negley, som de havde fået ordre på. Den 13. september beordrede Bragg Leonidas Polk til at angribe generalmajorThomas L. Crittenden's korps, men Polk ignorerede ordren og forlangte flere tropper, idet han insisterede på, at det var ham, som var ved at blive angrebet. Rosecrans benyttede den tid, der gik tabt med disse forsinkelser, til at samle sine spredte styrker.
Endelig den 19. og 20. september kunne Bragg forstærket af to divisioner fra Mississippi, en division og adskillige brigader fra det østlige Tennessee og to divisioner under generalløjtnant James Longstreet fra Robert E. Lee's Army of Northern Virginia, vende sig mod Rosecrans i det nordøstlige Georgia og med store tab slå ham i Slaget ved Chickamauga, den største sejr som sydstatshæren opnåede i det vestlige operationsområde. Efter slaget trak Rosecrans' hær sig tilbage til Chattanooga i Tennessee, hvorefter Bragg indledte en belejring af byen. Han valgte at bruge sejren til at slippe af med sine fjender indenfor hæren og havde held til at få Polk og D.H. Hill forflyttet. Bragg bebrejdede Polk de mange gange, hvor han havde undladt at følge ordrer. Hill, som var en af de mange generaler, der støttede Polk, var en så højlydt modstander af Bragg, at Jefferson Davis fratog ham hans kommando og trak sin godkendelse af hans forfremmelse til generalløjtnant tilbage.
Tingene kom på kogepunktet i Sydstaternes overkommando i kølvandet på Chickamauga. Nogle af Braggs underordnede generaler var frustrerede over, hvad de opfattede som hans manglende villighed til at udnytte sejren ved at drive unionshæren ud af Chattanooga og forfølge den. Polk især var rasende over at blive frataget kommandoen. Dissenterne, herunder mange af divisions- og korpscheferne, mødtes i hemmelighed for at forberede en skrivelse til præsidenten. Selv om det ikke vides, hvem forfatteren var, gætter historikere på at, det var Simon B. Buckner, hvis underskrift var den første på listen.
Generalløjtnant James Longstreet skrev til krigsministeren, at "kun Guds hånd kan redde os, så længe vi har vor nuværende leder". Nathan Bedford Forrest, som var utilfreds efter en lang tilknytning til Bragg og bitter over hans mislykkede bestræbelser på at forfølge de slagne unionsstyrker efter Chikamauga, afslog at gøre tjeneste under ham igen. Han sagde direkte til Bragg: "De har spillet rollen som en skurk ... Hvis De nogensinde igen prøver at gå i vejen for mig eller krydse min sti, vil det være med Deres liv som indsats."
Med Army of Tennessee på randen af mytteri rejste Jefferson Davis modstræbende til Chattanooga for personligt at vurdere situationen og forsøge at bremse utilfredsheden i hæren. Selv om Bragg tilbød at trække sig tilbage for at løse krisen, besluttede Davis til sidst at beholde Bragg og fordømte de andre generaler og betegnede deres beklagelser som "spyd af ondskab".
Forstærket og nu under kommando af generalmajorUlysses S. Grant brød Unionshæren belejringen ved at fordrive sydstatshæren fra dens dominerende position på Lookout Mountain (det berømte "Battle Above the Clouds") den 24. november og Missionary Ridge den følgende dag. Slaget ved Chattanooga på Missionary Ridge resulterede i en flugt, hvor sydstatshæren var tæt på total ødelæggelse, mens den retirerede ind i Georgia. Det mistede greb om Chattanooga tilskrives dels dårlig placering af artilleriet. I stedet for at placere kanonerne, så de frit kunne skyde ned af bjergsiden, var de placeret på toppen af bjerget, hvilket betød, at det fremrykkende infanteri forblev i defilade – dvs. udenfor skudfeltet næsten helt til toppen. Bragg havde, efter råd fra Davis, sendt James Longstreet og hans divisioner foruden Simon B. Buckner og hans division til Knoxville for at belejre generalmajor Ambrose Burnside og hans styrker der. Denne flytning blev med glæde accepteret af Longstreet, og Bragg troede, at han derved kunne forhindre, at Burnside kom Grant til hjælp.
Først efter sydstatshærens kollaps ved Chattanooga accepterede Jefferson Davis Braggs afskedsansøgning og erstattede ham med Joseph E. Johnston, som kommanderede hæren i Atlanta kampagnen mod Sherman.

### Resten af krigen
I februar 1864 blev Bragg sendt til Richmond, Virginia; hans officielle ordrer lød på, at han blev "befalet til at udføre militære operationer for de konfødererede stater", men han var i bund og grund Davis' militære rådgiver uden en direkte kommando – en post som Robert E. Lee tidligere havde haft. Bragg brugte sine organisatoriske evner til at begrænse korruptionen og forbedre forsyningssystemet. Han reorganiserede sydstaternes rekrutteringsproces ved at strømline kommandovejen og reducerede indkaldtes appelmuligheder. Senere blev han efter tur kommandant ved forsvaret af Wilmington North Carolina, hæren i North Carolina og Det sydlige Virginia, forsvaret af Augusta, Georgia, forsvaret af Savannah, Georgia, forsvaret af Charleston, South Carolina og i januar 1865 igen forsvaret af Wilmington. Hans indsats i det andet slag om Fort Fisher resulterede i tabet af denne by, men han undslap med hovedparten af garnisonen og vandt en mindre sejr ved Kinston. Nær krigens slutning gjorde han tjeneste som korpschef (selv om hans korps var mindre end en division i størrelse) i Army of Tennessee under Joseph E. Johnston i forsvaret af South og North Carolina mod Sherman og kæmpede i slaget ved Bentonville.
Efter Lees overgivelse ved Appomattox ledsagende Bragg Jefferson Davis under hans flugt gennem South Carolina og Georgia.

## Efter krigen
Efter krigen var Bragg inspektør for vandværkerne i New Orleans og senere overingeniør i Alabama med ansvar for at overvåge forbedringen af havnen i Mobile. Han flyttede til Texas og blev tilsynsførende ved en jernbane.
Mens Bragg kom gående på en gade i Galveston med en ven, faldt han pludselig om og var død. En lokal legende vil vide, at der er et underligt lys i nærheden, som kaldes Braggs lys. Han ligger begravet på Magnolia Cemetery i Mobile.

## Kontroversiel arv
James McPhersons reference til "de indbildske kluddermikler såsom Bragg, Pemberton og Hood, som tabte Vesten" opsummerer vurderingen blandt mange moderne historikere. Braggs mangler som anfører indbefattede hans uopfindsomme taktik, hans hang til frontalangreb (Shiloh, Stones River, Chickamauga) og hans manglende evne til at forfølge fjenden efter et slag, som fik hans taktiske sejre til at blive til strategiske skuffelser (Perryville and Chickamauga). Hans sure natur, tendens til at give andre skylden for nederlag og dårlige menneskelige relationer, udsatte ham for mere direkte kritik end mange af hans mere resultatløse samtidige. Historikeren Peter Cozzens skrev om hans forhold til underordnede:
| „ | Selv Bragg's mest standhaftige støtter advarede ham om hans temperament, generelle irritabilitet og tendens til at såre uskyldige folk med giftigheder udsendt under hans hyppige raserianfald. Hans tøven med at rose eller smigre var kun overgået, siges det, af den vedholdenhed, hvormed han holdt fast i et dårligt indtryk af en underordnet, når først han havde dannet sig det. For sådanne officerer - og dem var der mange af i Army of the Mississippi&mdash - var hans afgang eller deres egen forflyttelse de eneste alternativer til en utålelig eksistens. | “ |
|   | — Peter Cozzens, No Better Place to Die: The Battle of Stones River |   |

I de senere år er der kommet nogle modargumenter. Judith Lee Hallock kaldte beskyldningerne mod Bragg for at have forårsaget nederlag for sydstatshæren i vest for "Bragg syndromet". Mens de fleste er enige om, at han var en dårlig hærfører, peger historikere såsom Hallock og Steven Woodworth på hans administrative evner, og at hans nederlag i adskillige slag til dels kan tilskrives uheld eller inkompetente underordnede, især Polk. Blandt hans brydsomme underordnede blev Hardee betragtet som en solid soldat, også af Bragg. Polk, som nok var modig og havde karisma, var simpelthen en middelmådig taktiker kendt for lydighedsnægtelse og ukoordinerede angreb. Desværre var han en nær ven af Davis, som var uvillig til at lade ham afløse. Bragg fik heller aldrig den støtte, som Davis gav Robert E. Lee og Sidney Johnston.
At hans evner kun blev anvendt rigtigt i 1861 og 1864 viser også, at Konføderationen var ude af stand til at bruge mange af sine generaler på den rigtige måde. Trods sine fejl var Bragg i stand til indimellem af imponere sine overordnede såsom Taylor, Davis, Beauregard og Sidney Johnston.
Historikerne Grady McWhiney og Steven Woodworth har pointeret, at i modsætning til hvad mange tror, var Davis og Bragg ikke venner efter at have skændtes i årene før krigen. Davis var imponeret af Bragg, men var villig til at afskedige ham i begyndelsen af 1863. Han undlod at afskedige ham, bl.a. fordi han ikke havde en god erstatning, hvilket var et konstant problem for Davis. Selv Braggs hårdeste kritikere har generelt været ude af stand til at foreslå en passende erstatning.

## Til minde om
Nogle geografiske steder er opkaldt efter Braxton Bragg:
- Fort Bragg, en stor U.S. Army lejr i Fayetteville, North Carolina, som rummer 82nd Airborne Division.
- Fort Bragg, California, en by i det nordvestligeCalifornien, som blev opkaldt efter ham længe før han blev general. En officer i hæren opkaldte stedet efter sin tidligere kommandant Braxton Bragg.
- Bragg, Texas, en spøgelsesby også kendt som Bragg Station, som ligger ca. 16 km vest for Kountze, Texas.

## Yderligere læsning
- Daniel, Larry J., Soldiering in the Army of Tennessee: A Portrait of Life in a Confederate Army, University of North Carolina Press, 1991, ISBN 0-8078-5552-9.
- Noe, Kenneth W., (2001). Perryville: This Grand Havoc of Battle. The University Press of Kentucky. ISBN 0-8131-2209-0